# Língua mewari
Mewari é uma língua Indo-Ariana do grupo Rajastão. É falada por cerca de cinco milhões de falantes nos distrito de Rajsamand, Bhilwara, Udaipur, Chittorgarh e Pratapgarh do estado de Rajastão e distrito de Mandsaur, Neemuch do estado de Madhya Pradesh, Índia e no deserto de Cholistão  e Sind, Paquistão.

## Gramática
Inflexão e derivação são as formas de formação de palavra. Existem dois números - singular e plural, dois gêneros - masculino e feminino e três casos gramaticais - simples, oblíquo e vocativo, cuja marcação é parcialmente inflexional por pós-posições. A concordância é do tipo nominativo–acusativo no aspecto imperfectivo, mas também ergativo–absolutivo no perfeito.
Os substantivos são declinados de acordo com suas terminações. Os pronomes são flexionados para número, pessoa e gênero. A terceira pessoa se distingue não apenas em gênero, mas também em nível de distância  entre remoto-proximal. Existem três tempos: presente, passado e futuro; e quatro modos gramaticais Adjetivos são de dois tipos - marcados ou não marcados. Três particípios existem - presente, passado e perfeito.
A ordem das palavras é Sujeito-Objeto-Verbo (SOB).

## Escrita
A língua usa a escrita Devanagari com 32 letras para consoantes e 10 para vogais.

## Fonologia
Existem 31 sons consoantes, 10 vogais e 2 ditongos em Mewari. A entonação é proeminente. O som fricativo denta] é substituído por oclusiva glotal nas posições inicial e medial. 
|                   |                           | Bilabial | Alveolar | Retroflexa | Palato-alveolar | Velar | Glotal |
| ----------------- | ------------------------- | -------- | -------- | ---------- | --------------- | ----- | ------ |
| Aspirada/Africada | p                         | t        | ʈ        | tʃ         | k               |       |        |
| Aspirada/Africada | aspirada surda            | pʰ       | tʰ       | ʈʰ         | tʃʰ             | kʰ    |        |
| Aspirada/Africada | não aspirada surda sonora | b        | d        | ɖ          | dʒ              | ɡ     |        |
| Aspirada/Africada | aspirada sonora           | bʱ       | dʱ       | ɖʱ         | dʒʱ             | ɡʱ    |        |
| Fricativa         | Surda                     |          |          |            |                 |       | h      |
| Fricativa         | Sonora                    |          |          |            |                 |       | ɦ      |